# Audembert
Audembert település Franciaországban, Pas-de-Calais megyében. Lakosainak száma 435 fő (2022. január 1.). Audembert Hervelinghen, Leubringhen, Leulinghen-Bernes, Saint-Inglevert, Tardinghen, Wissant és Bazinghen községekkel határos.

## Népesség
A település népességének változása:
| Lakosok száma | 404  | 412  | 434  | 432  | 444  | 454  | 458  | 447  | 435  |
|               | 2013 | 2015 | 2016 | 2017 | 2018 | 2019 | 2020 | 2021 | 2022 |